# Marie-Louise Butzig
Marie-Louise Butzig, née le 15 novembre 1944 à Chablis (Yonne) et morte le 6 mars 2017 à Sedan était une footballeuse française évoluant au poste de gardien de but.

## Carrière

### Carrière en club
Marie-Louise Butzig évolue de 1971 à 1972 à Vrigne-aux-Bois dans les Ardennes, puis de 1972 à 1982 au Stade de Reims ; elle y remporte le Championnat de France à cinq reprises (1975, 1976, 1977, 1980 et 1982).

### Carrière en sélection
Marie-Louise Butzig compte 20 sélections en équipe de France entre 1971 et 1980. 
Elle honore sa première sélection en équipe nationale le 17 avril 1971, en amical contre les Pays-Bas (victoire 4-0). Elle joue son dernier match le 8 novembre 1980, en amical contre la Norvège (défaite 0-3).